# Caché
Caché (výslovnost: kašé) je databázový systém s vlastním integrovaným jazykem, který lze používat i samostatně.

## Specifika
Uložení dat v Caché databázi je odlišné od klasických SQL databází, koresponduje se stromovou strukturou, kterou jsou reprezentovány XML soubory při svém zpracování v operační paměti.

## Použití
Caché se využívá především pro přímý nízkoúrovňový přístup k datům bez použití SQL. Dodefinování SQL objektů je možné.
Koncepce databáze má za důsledek vysokou výkonnost a úspornost celého systému, současně umožňuje velkou flexibilitu.

### Příklady z praxe
V současnosti se Caché využívá zejména v odvětvích pracujících s objekty, u nichž není předem jasná vnitřní struktura :
- lékařství - diagnostika chorob
- astronomie - vlastnosti vesmírných objektů

### Rozšíření
Databáze Caché je v současnosti nejvíce rozšířena v německy mluvících zemích a v USA.

## Související technologie
Součástí Caché jsou i webové technologie (CSP - Caché Server Pages), frameworky a reportovací nástroje.